# Thermopsis mongolica
Thermopsis mongolica är en ärtväxtart som beskrevs av Z.V. Czefranova. Thermopsis mongolica ingår i släktet lupinväpplingar, och familjen ärtväxter. Inga underarter finns listade i Catalogue of Life.